# Kühlenthal
Kühlenthal è un comune tedesco di 821 abitanti, situato nel land della Baviera.